# Pygoplites diacanthus
Pygoplites diacanthus, comunemente conosciuto come pesce angelo reale, è un pesce di acqua salata appartenente alla famiglia Pomacanthidae, unico appartenente al genere Pygoplites.

## Distribuzione e habitat
È un abitante di reef e di lagune atollifere nell'Oceano Indiano orientale, nel Mar Rosso e nell'Oceano Pacifico.

## Descrizione
È caratteristica la sua livrea molto variopinta, formata di strisce oblique bianche, bordate di nero su fondo giallo arancio. Le pinne dorsale e anale sono blu acceso, mentre quella caudale è gialla, orlata di ocra. Intorno agli occhi presenta una macchia dello stesso colore della pinna dorsale. 

Raggiunge una lunghezza massima di 25 cm.

## Alimentazione
Si nutre di spugne e tunicati.

## Acquariofilia
Per la sua splendida livrea è commercializzato per l'allevamento in acquario.